# Manuel Rávago
Manuel Rávago (Gagayán de Oro, Misamis Oriental, 5 de marzo de 1870-San Pablo, La Laguna, 1937) fue un escritor, director de teatro y actor hispanofilipino que vivió durante la época dorada de la literatura filipina en español. Fue premiado con el Premio Zobel y miembro de la Academia Filipina de la Lengua.

## Biografía
Manuel Ravago era hijo de Vicenta Rávago y su hermano era Claudio Rávago.
Fue el fundador de la Revista Católica Filipina, donde publicó algunos de sus poemas, como los titulados Libertas y Vida Filipina. También colaboró activamente con otras importantes publicaciones filipinas en español, como El Comercio, La Ilustración Filipina, El Ideal o La Defensa.
Fue actor en las obras Tomas Moro e Isabel, la Católica. 

## Premios y reconocimientos
- 1928. Premio Zobel, por su obra Peregrinando, sobre el viaje que realizan un padre y su hijo.
- Gobierno de España. Cruz de la Orden de Carlos III.
- Vaticano. Pro Ecclesiae et Pontifice.